# The Hobo's Rest Cure
The Hobo's Rest Cure è un cortometraggio muto del 1912 diretto da Chauncy D. Herbert

## Produzione
Il film fu prodotto dalla Selig Polyscope Company.

## Distribuzione
Distribuito dalla General Film Company, il film - un cortometraggio di una bobina - uscì nelle sale cinematografiche statunitensi il 27 novembre 1912.